# Саудівський національний одяг

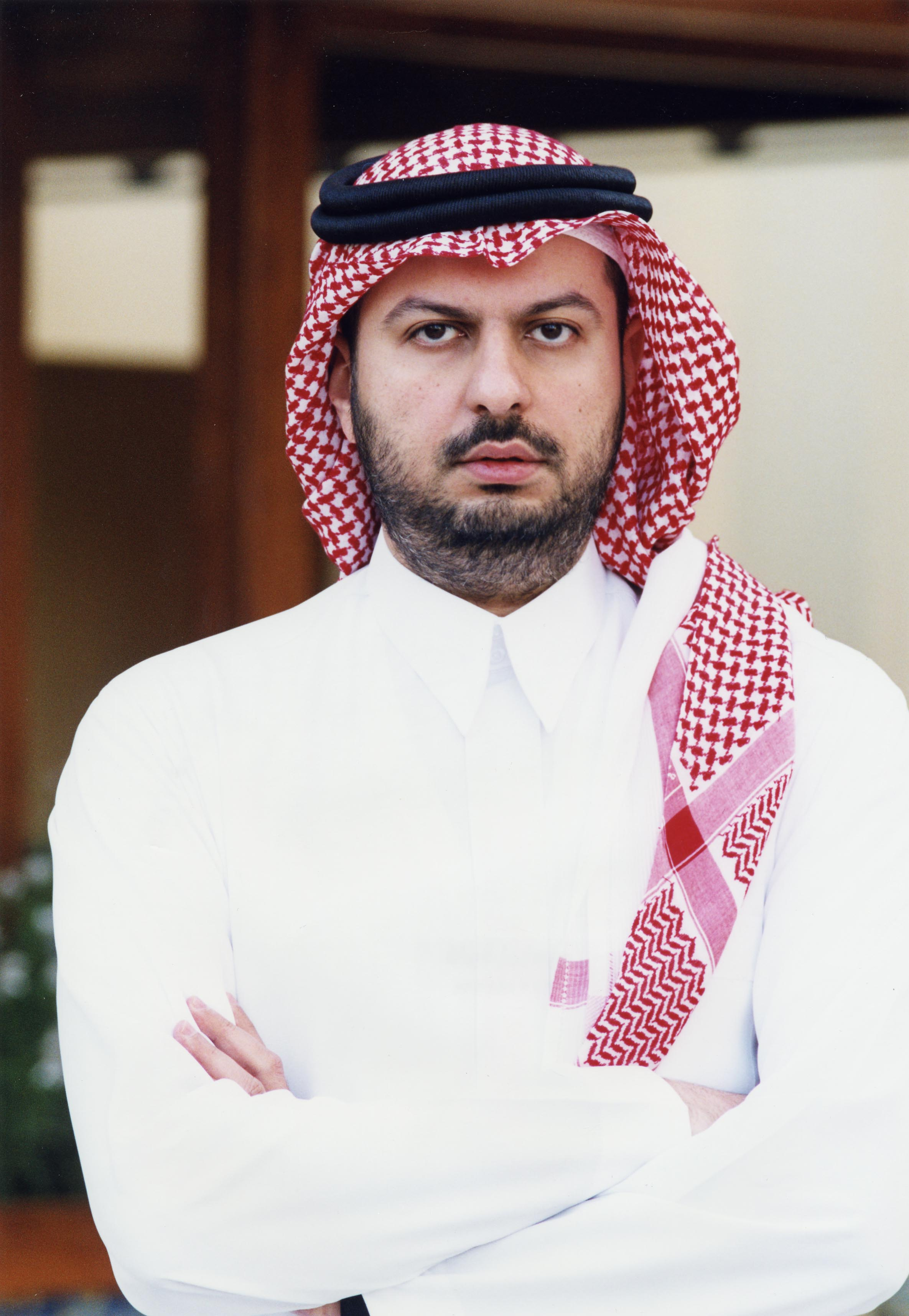
Принц Абдулла бін Мосаад Аль Сауд, одягнений у тауб

Офіційним національним одягом Саудівської Аравії для чоловіків є тауб, а для жінок — абая. Саудівський дрес-код рекомендує громадянам носити офіційний національний одяг Саудівської Аравії, відвідуючи урядові установи. 

## Саудівська чоловіча сукня
Тауб є повсякденним одягом для саудівських чоловіків. Це довгий, вільного крою халат, що складається з 22 вишитих деталей. Він покриває більшу частину тіла та має довгі рукави, що сягають зап'ясть. Манжети рукавів можуть бути як відкритими, так і застібатися на ґудзики – такий стиль називається "кабак" (запонки).  Саудівський тауб має два види комірів, що закривають частину шиї: традиційний заокруглений комір та відкладний комір, відомий як "каллабі".  Тауб має дві бічні кишені симетрично розташовані, а також видиму нагрудну кишеню зліва.  Спосіб носіння тауба залежить від його типу. Його можна комбінувати із судерією (жилетом), біштом або гутрою.
Традиційний саудівський тауб зазвичай білого кольору.  Взимку деякі чоловіки можуть обирати темніші відтінки, але влітку кольорові тауби в Саудівській Аравії носять рідко. Саудівський тауб відрізняється стриманою палітрою кольорів.  Для його пошиття використовують різноманітні тканини, включаючи шовк, поліестер, синтетичні матеріали та чисту бавовну. 

### Центральний регіон
- Чоловічий саудівський костюм включає такі елементи, як усабах, гутра, тауб, дакла, бішт аль-барга або екаль-зарі, а також забаон і бішт. [4]

- Хлопчики в Саудівській Аравії носять такі елементи традиційного одягу, як зарі такія, екаль, гутра, тауб муровдін і джуха.[5]

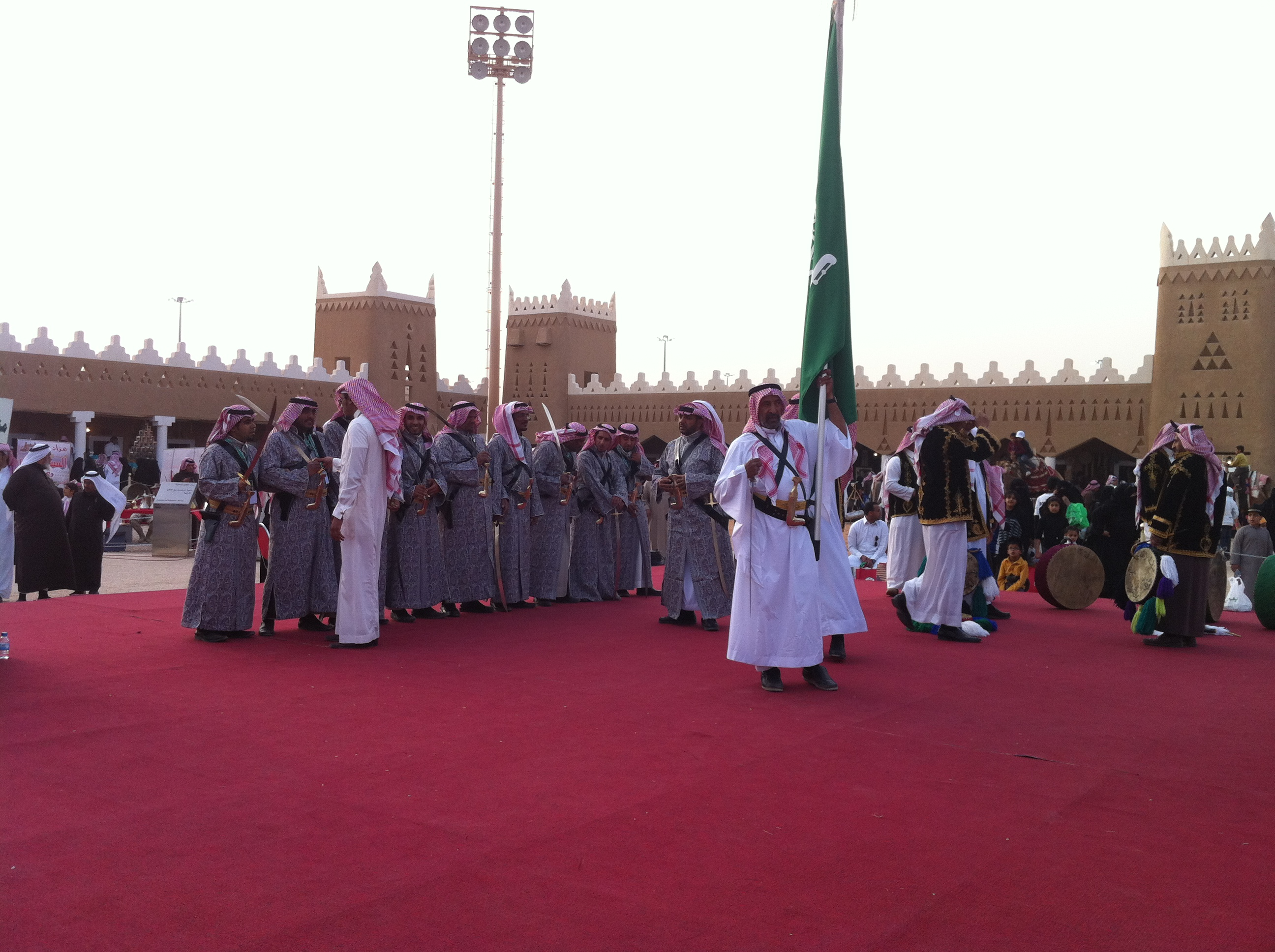
Арда на Дженадрії

#### Тауб Муровдін
Тауб муровдін особливо популярний у центральних регіонах Саудівської Аравії.  Він схожий на традиційний саудівський тауб, але відрізняється довшими рукавами.  Тауб муровдін є важливим елементом одягу під час виконання саудівського танцю арда.  Для нього характерний вільний крій і широкі рукави, які у спущених руках можуть сягати землі.

### Північний регіон
- Чоловіки зазвичай доповнюють свій образ екалем, гутрою, таубом муровдін та біштом.
- Хлопчики також можуть носити екаль, гутру, тауб муровдін та бішт. [7]

### Південний регіон
- Чоловіки носять Усабах, Бейді і Тауб.
- Хлопчики носять Каміз, Мусанаф та Езар. [7]

### Регіон АсіріЕль-Баха

#### Аль-Мутайль або Аль-Махруд
У пустельних районах Асір і Ель-Баха чоловіки носили просторий тауб з довгими рукавами, відомий як аль-мутайль. Відмінною рисою тауба аль-мутайль є його довжина – він сягає лише середини гомілки.  Довгі рукави цієї одежі збирають на спині та зав'язують, щоб вони не заважали під час сільськогосподарських робіт та інших повсякденних справ. У гірських районах Сарават, де переважає сільський спосіб життя, тауб не має шлейфа і не є таким широким та вільним, як традиційний бедуїнський одяг. Зазвичай його носять з плащем або шамлою чорного, білого або темно-червоного кольорів, виготовленими зі шкіри або вовни.

#### Аль-Ізар (Аль-Мусанаф)
У регіоні Тіхама провінції Асір чоловіки зазвичай носять нижню частину одягу, яка називається ізар (також відома як аль-мусанаф, аль-хавка, аль-матлут або аль-джарафі). Це різні назви одного й того ж типу одягу, що відрізняються типом тканини та методом виготовлення. Верхню частину тіла покривають жилетом, відомим у деяких районах як курта, а в інших – судерія або самій. Ці жилети зазвичай виготовляють із чорних або смугастих тканин. 

#### Аль-Матулук
У східних районах регіону Асір чоловіки носять два види одягу. Перший вид називається "Аль-Матулук". Це тауб, особливістю якого є вільний крій, що не облягає тіло. Рукава в нього дуже широкі у верхній частині, поступово звужуючись донизу та сягаючи довжини зап'ястя. Другий тип одягу називається "Аль-Хайлі". Це також халат вільного крою, але його рукава повні, хоча й не такі широкі, як у Аль-Матулук.

#### Аль-Мабрам
У східних районах регіону Асір чоловіки носять спеціальний одяг для землеробства, відомий як Аль-Мабрам. Він відрізняється довговічністю, міцністю і меншою довжиною. Його рукава також короткі, щоб полегшити рух і роботу в полі.

## Саудівська жіноча сукня
Для жінок Саудівської Аравії не існує єдиного офіційно визнаного національного одягу. Проте, виходячи з дому, жінки зазвичай одягають абайю , найчастіше чорного кольору, хоча деякі обирають і кольорові варіанти. Як головний убір жінки носять тарху (або шайлу). Деякі жінки також доповнюють свій одяг нікабом, що закриває обличчя.
Традиційний жіночий одяг у Королівстві Саудівська Аравія різниться залежно від регіону. Він включає одяг для повсякденного використання, сукні для особливих випадків та вбрання для виходу на вулицю. Прикладами такого одягу є різні види суконь, дараа. Крім того, є головні убори, а також різні аксесуари, такі як ювелірні вироби та прикраси.

### Центральний регіон
- Жінки носять Шайла, Тауб або Тауб аль-Тор з Дараа, яку одягають під низ.  Дараа прикрашена вишивкою Зарі та кольоровими паєтками на рукавах.
- Дівчата носять Куба та Мукта або Дараа.[13]

### Східний регіон
- Жінки носять Тауб аль-Нашль з Дараа під ним.
- Дівчата носять Бухнаг з Дараа під ним. [14]

### Західний регіон
- Жінки носять Мухарама, Тауб і Забун. Додатково, вони можуть одягати Масфа та Берм разом із Тауб аль-Садра.
- Дівчата носять Шайла та Тауб Мебагар. [15]

#### Аль-Забун
Аль-Забун – це основний вид верхнього одягу в Західному регіоні Саудівської Аравії. Його виготовляють з атласної тканини або індійської парчі, вибір матеріалу залежить від індивідуальних смаків та уподобань. Аль-Забун відрізняється високим коміром та короткими рукавами, що сягають ліктів.

### Південний регіон
- Жінки носять Тауб Муджаннаб та Аль-Шайла Аль-Мурайша.
- Дівчата носять Тауб Мукаллаф та Тафша.[17]

#### Аль-Муджаннаб (Аль-Матрук)
Аль-Муджаннаб, або Аль-Матрук, – це особливий вид одягу, який носять жінки в регіоні Асір. Свою назву – "Аль-Муджаннаб" – він отримав через розріз, що починається над стегном і розходиться вниз кількома бічними панелями, що розширюють одяг. Аль-Матрук виготовляють з різних матеріалів, таких як атлас, чорна бавовна або тканина катіфа (оксамит).  Його прикрашають вишивкою з різнокольорових шовкових ниток, яка зазвичай розташовується на рукавах, грудях та по довжині бічних панелей. 